# Thola
Thola (hébreu : תּוֹלָע) est l'un des juges mineurs du Livre des Juges.

## Présentation
Thola est fils de Poua, lui-même fils de Dodo, de la tribu d'Issacar. Il succède à Abimelech en tant que juge d'Israël, et ce pendant 23 ans.
Aucun de ses faits ne s'est relaté. On sait simplement de lui qu'en tant que Juge, il délivre Israël, qu'il vit et qu'il est enterré à Schamir, dans la montagne d'Éphraïm.
Jaïr lui succède.